# Nicola Carey
Nicola Jane Carey (* 10. September 1993 in Camperdown, Australien) ist eine australische Cricketspielerin die seit 2018 für die australische Nationalmannschaft spielt.

## Aktive Karriere
Carey gab ihr Debüt in der Nationalmannschaft bei der WODI-Serie in Indien im März 2018. Ihr erstes WTwenty20 absolvierte sie im gleichen Monat bei einem Drei-Nationen-Turnier gegen England. Im Oktober 2018 auf der Tour gegen Pakistan in Malaysia konnte sie 3 Wickets für 19 Runs erzielen. Im Sommer 2019 gab sie bekannt, dass sie New South Wales und die Sydney Thunder verlassen wird und nach Tasmania und den Hobart Hurricanes wechselt. Im Oktober 2019 auf der Tour gegen Sri Lanka konnte sie 3 Wickets für 15 Runs erreichen. Daraufhin wurde sie für den ICC Women’s T20 World Cup 2020 nominiert, wobei ihre beste Leistung 2 Wickets für 18 Runs gegen Sri Lanka waren. Im April 2021 gelangen ihr bei der Tour in Neuseeland 3 Wickets für 34 Runs im ersten WODI. Sie wurde für den Women’s Cricket World Cup 2022 nominiert, spielte dort jedoch nur ein Spiel gegen Pakistan. Auch beim Commonwealth Games 2022 war sie Teil des Teams, spielte jedoch keine Begegnung.